# David Wise (lyžař)
David Wise (* 30. června 1990) je americký akrobatický lyžař, který se věnuje U-rampě.
Do závodů Světového poháru poprvé zasáhl roku 2009, v roce 2012 poprvé vyhrál. Pravidelně se účastní X Games, kde v letech 2012–2014 a 2018 zvítězil. Zlatou medaili si přivezl také z Mistrovství světa 2013, zatímco v letech 2009, 2011 a 2017 skončil na čtvrté příčce. Závody na U-rampě vyhrál rovněž na Zimních olympijských hrách 2014 a 2018, na ZOH 2022 získal stříbrnou medaili.